# Itga, Homnabad
Itga là một làng thuộc tehsil Homnabad, huyện Bidar, bang Karnataka, Ấn Độ.